# Vasilije Adžić
Vasilije Adžić (in serbo Василије Аџић?; Nikšić, 12 maggio 2006) è un calciatore montenegrino, centrocampista della Juventus, della Juventus Next Gen e della nazionale montenegrina.

## Caratteristiche tecniche
Giocatore molto duttile, nasce come trequartista o ala sinistra, ma può ricoprire anche il ruolo di centrocampista centrale; occasionalmente, può essere impiegato anche come punta centrale. Destro capace di abbinare forza fisica a velocità e grande tecnica, è molto bravo sia nei colpi di testa, sia nel tiro, creativo e preciso, dalla distanza, sia nei calci piazzati. Per le sue qualità è stato paragonato a Kevin De Bruyne e Steven Gerrard.
Nel 2023 il quotidiano britannico The Guardian lo inserisce nella lista dei migliori giocatori nati nel 2006 a livello mondiale.

## Carriera

### Club
Cresciuto nelle giovanili del Polet Stars, club con sede nella sua città natale, Nikšić, e del Budućnost, Adžić esordisce con quest'ultima squadra il 28 agosto del 2022, entrando al 79' e segnando un gol dalla distanza all'88' nel match di campionato vinto per 4-0 sull'Arsenal Tivat: in tal modo, diventa il marcatore più giovane della storia del Budućnost e il secondo di tutti i tempi della massima serie montenegrina, dietro al solo Ilija Vukotić. Totalizza 23 presenze e tre reti nella sua prima stagione da professionista, con il Budućnost che si laurea campione di Montenegro.
La stagione successiva diventa un titolare inamovibile dei Plavo-bijeli, disputando in totale 44 partite e mettendo a segno 8 gol: 6 in campionato, terminato in seconda posizione, uno nella vittoriosa coppa del Montenegro e un altro nelle qualificazioni di UEFA Conference League, nel match di ritorno contro lo Struga, in cui serve anche un assist; la sua ottima prestazione tuttavia non basta e il Budućnost perde 3-4, complessivamente 3-5.
Nell'estate del 2024 si trasferisce alla Juventus per la cifra di 5,3 milioni di euro, più 3 di eventuali bonus. Debutta con la Vecchia Signora il 19 ottobre, subentrando a Khéphren Thuram al 72' dell'incontro di Serie A vinta 1-0 contro la Lazio. Tre giorni dopo fa il suo esordio in Champions League, nella sconfitta per 0-1 contro lo Stoccarda, sostituendo Dušan Vlahović al 68'; occasionalmente, gioca nel ruolo di punta centrale. Il 31 ottobre disputa da titolare la sua prima partita con la seconda squadra, la Juventus Next Gen, nel match di Serie C perso 0-1 contro il Sorrento, mentre il 9 febbraio 2025 segna la sua prima rete con la formazione B bianconera, nel trionfo per 2-0 contro il Benevento. La prima esibizione in Coppa Italia avviene invece il 12 dicembre 2024, quando scende in campo all'81', al posto di Vlahović, in Juventus-Cagliari terminata 4-0 a favore delle zebre.

### Nazionale
A livello internazionale, Adžić è sceso per la prima volta in campo con la nazionale under 15 montenegrina il 9 marzo 2021, disputando da titolare la partita vinta per 1-0 contro la Macedonia del Nord. Il primo gol con la rappresentativa giovanile arriva due giorni dopo, quando i montenegrini sconfiggono nuovamente i macedoni, questa volta con il risultato di 2-0: entra al 60' al posto di Stefan Đukanović e al 74' centra l'obiettivo. Viene convocato poi dalle nazionali under 16, under 17, under 18, under 19 e under 21.
Adžić viene inizialmente convocato dal commissario tecnico Robert Prosinečki per le gare di UEFA Nations League contro Islanda e Galles del settembre 2024, ma è costretto a saltarle per recuperare da un infortunio al bicipite femorale. Trova la sua prima rete in nazionale maggiore il 9 giugno 2025, all'esordio assoluto, nel pareggio per 2-2 in amichevole contro l'Armenia.

## Statistiche

### Presenze e reti nei club
Statistiche aggiornate al 26 giugno 2025.
| Stagione         | Squadra           | Campionato       | Campionato | Campionato | Coppe nazionali | Coppe nazionali | Coppe nazionali | Coppe continentali | Coppe continentali | Coppe continentali | Altre coppe | Altre coppe | Altre coppe | Totale | Totale |
| Stagione         | Squadra           | Comp             | Pres       | Reti       | Comp            | Pres            | Reti            | Comp               | Pres               | Reti               | Comp        | Pres        | Reti        | Pres   | Reti   |
| ---------------- | ----------------- | ---------------- | ---------- | ---------- | --------------- | --------------- | --------------- | ------------------ | ------------------ | ------------------ | ----------- | ----------- | ----------- | ------ | ------ |
| 2022-2023        | Budućnost         | 1L               | 23         | 3          | CM              | 1               | 0               | UECL               | 0                  | 0                  | -           | -           | -           | 24     | 3      |
| 2023-2024        | Budućnost         | 1L               | 35         | 6          | CM              | 5               | 1               | UCL+UECL           | 2+2                | 0+1                | -           | -           | -           | 44     | 8      |
| Totale Budućnost | Totale Budućnost  | Totale Budućnost | 58         | 9          |                 | 6               | 1               |                    | 4                  | 1                  |             | -           | -           | 68     | 11     |
| 2024-2025        | Juventus Next Gen | C                | 10         | 4          | CI-C            | 0               | 0               | -                  | -                  | -                  | -           | -           | -           | 10     | 4      |
| 2024-2025        | Juventus          | A                | 6          | 0          | CI              | 1               | 0               | UCL                | 1                  | 0                  | SI+Cmc      | 0+1         | 0           | 9      | 0      |
| Totale carriera  | Totale carriera   | Totale carriera  | 74         | 13         |                 | 7               | 1               |                    | 5                  | 1                  |             | 1           | 0           | 87     | 15     |

### Cronologia presenze e reti in nazionale
| Cronologia completa delle presenze e delle reti in nazionale ― Montenegro | Cronologia completa delle presenze e delle reti in nazionale ― Montenegro | Cronologia completa delle presenze e delle reti in nazionale ― Montenegro | Cronologia completa delle presenze e delle reti in nazionale ― Montenegro | Cronologia completa delle presenze e delle reti in nazionale ― Montenegro | Cronologia completa delle presenze e delle reti in nazionale ― Montenegro | Cronologia completa delle presenze e delle reti in nazionale ― Montenegro | Cronologia completa delle presenze e delle reti in nazionale ― Montenegro |
| Data                                                                      | Città                                                                     | In casa                                                                   | Risultato                                                                 | Ospiti                                                                    | Competizione                                                              | Reti                                                                      | Note                                                                      |
| ------------------------------------------------------------------------- | ------------------------------------------------------------------------- | ------------------------------------------------------------------------- | ------------------------------------------------------------------------- | ------------------------------------------------------------------------- | ------------------------------------------------------------------------- | ------------------------------------------------------------------------- | ------------------------------------------------------------------------- |
| 9-6-2025                                                                  | Nikšić                                                                    | Montenegro                                                                | 2 – 2                                                                     | Armenia                                                                   | Amichevole                                                                | 1                                                                         |                                                                           |
| Totale                                                                    |                                                                           | Presenze                                                                  | 1                                                                         |                                                                           | Reti                                                                      | 1                                                                         |                                                                           |

## Palmarès

### Club
- Campionato montenegrino: 1

Budućnost: 2022-2023
- Coppa montenegrina: 1

Budućnost: 2023-2024